# SMS G 120
G 120 – niemiecki niszczyciel z okresu I wojny światowej. Piąta jednostka typu V 116. Okręt wyposażony w cztery kotły parowe ropą (zapas paliwa 690 ton). Nieukończony przed zakończeniem wojny, złomowany w 1921 roku.